# Hamburg Masters 2001
Hamburg Masters 2001 — тенісний турнір, що проходив на ґрунтових кортах у місті Гамбург, Німеччина з 14 травня . Належав до категорії Tennis Masters Series, був турніром серії Hamburg European Open 2001 року.

## Фінальна частина

### Одиночний розряд
Альберт Портас —  Хуан Карлос Ферреро 4–6, 6–2, 0–6, 7–6(7–5), 7–5

### Парний розряд
Йонас Бйоркман /  Тодд Вудбрідж —  Деніел Нестор /  Сендон Столл 7–6(7–2), 3–6, 6–3